# Santa Cruz (Madeira)
Santa Cruz es una ciudad ubicada en el archipiélago de Madeira. 
También se llama Ciudad Aeropuerto. 
Ciudad de pescadores, Santa Cruz conserva los Antiguos Tiempos de la Colonización y en varios monumentos notables. Está próxima a la ciudad de Machico.
La población es de 12 000 hab. El mayor atractivo es el solárium de Praia das Palmeiras.

## Geografía
Las freguesias de Santa Cruz son:
1. Camacha: 7991 hab.
2. Caniço: 11 586 hab.
3. Gaula: 3092 hab.
4. Santa Cruz: 6070 hab.
5. Santo António da Serra: 982 hab.